# Hazel Hotchkiss Wightman

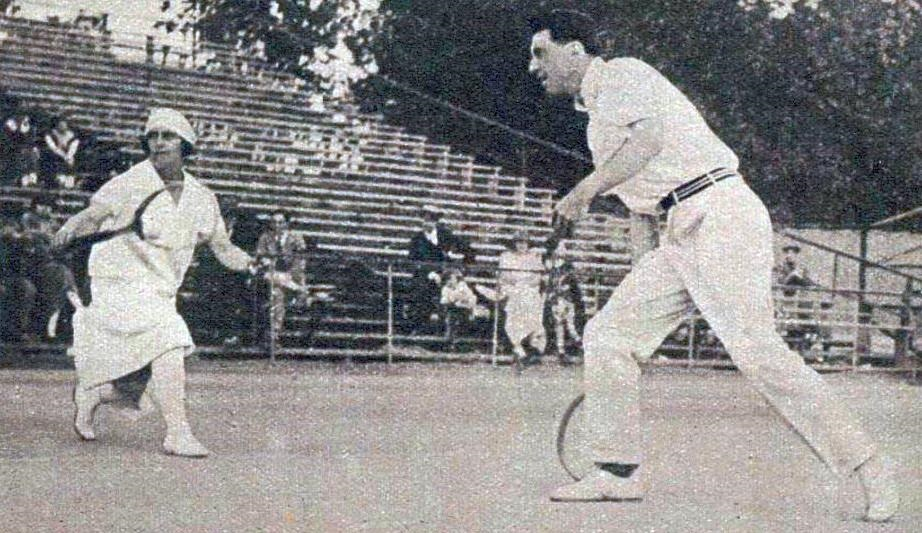
Richard Williams et Hazel Hotchkiss Wightman, victorieux du double mixte aux JO de 1924.

Hazel Virginia Hotchkiss (20 décembre 1886, Healdsburg, Californie – 5 décembre 1974, Newton, Massachusetts) est une joueuse de tennis américaine qui a joué au plus haut niveau de la fin des années 1900 à 1930 environ. Elle est également championne des États-Unis de squash en 1930.
Elle est plus connue sous le nom de Hazel Hotchkiss-Wightman ou Hazel Wightman, à la suite de son mariage en 1912 avec George Wightman.

## Carrière tennistique
Trois fois consécutivement (1909-1911) elle a remporté l'US Women's National Championship, à la fois en simple, double dames et double mixte. Ce triple triplé a été seulement renouvelé par Mary Kendall Browne (1912-1914) et Alice Marble (1938-1940).
Outre de nombreux autres titres, notamment deux médailles d'or en double dames et double mixte aux Jeux olympiques de Paris en 1924, elle est restée célèbre pour avoir contribué à la promotion du tennis féminin à travers le monde. En 1923, elle a ainsi créé la Wightman Cup, compétition annuelle opposant les équipes féminines britannique et américaine, prémices de la Coupe de la Fédération (Fed Cup), qui s'est jouée jusqu'en 1989.
Hazel Wightman est membre du International Tennis Hall of Fame depuis 1957.

## Parcours en Grand Chelem (partiel)
Si l’expression « Grand Chelem » désigne classiquement les quatre tournois les plus importants de l’histoire du tennis, elle n'est utilisée pour la première fois qu'en 1933, et n'acquiert la plénitude de son sens que peu à peu à partir des années 1950.